# تميع بالهز

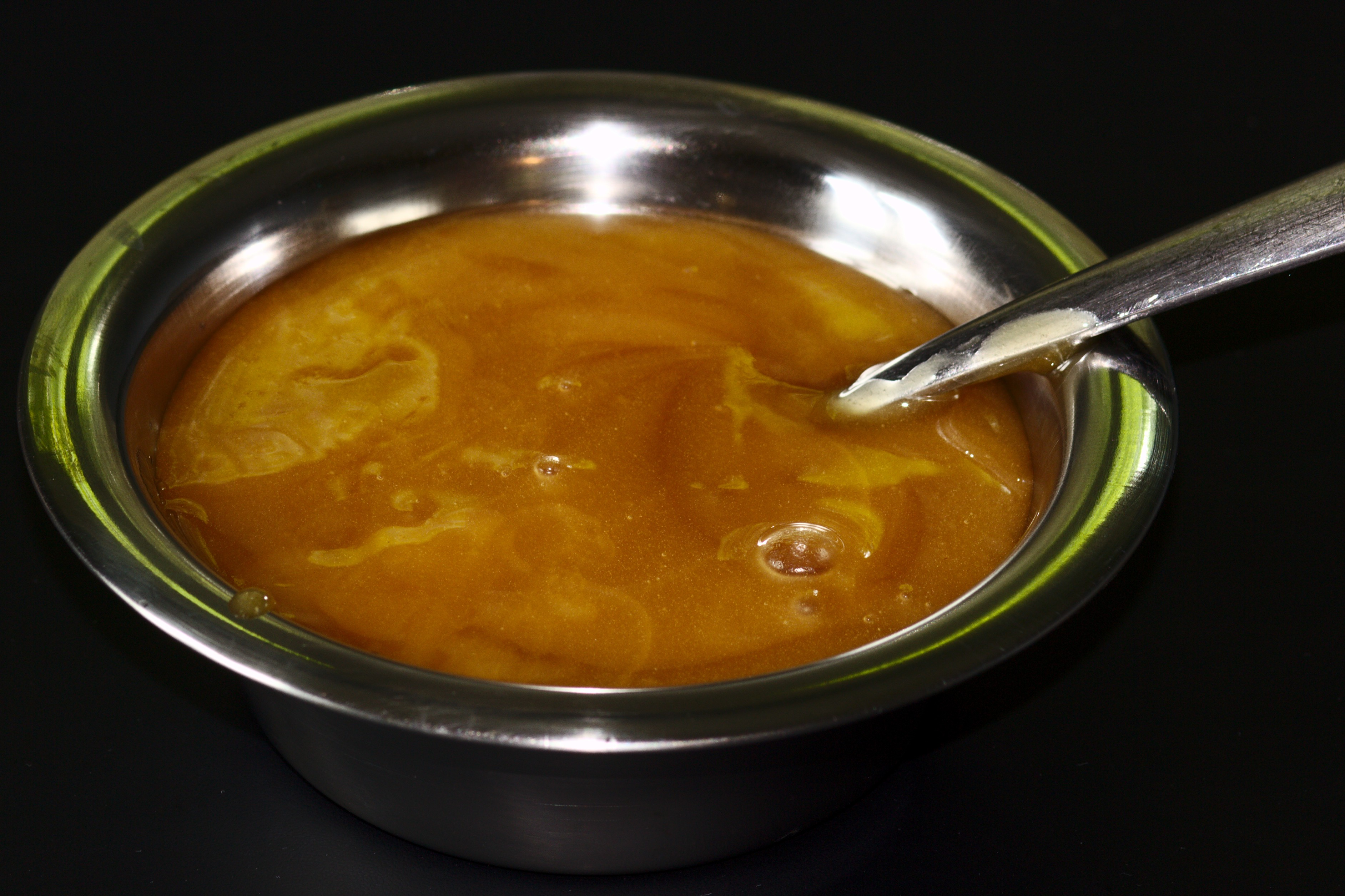
عسل المانوكا مثال على المواد المتميعة بالهز

التميع بالهز  (ملاحظة 1) هي خاصة تترقق بها الموائع غير النيوتنية؛ إذ تكون بعض الأنواع المعينة من الهلام والموائع الزجة في حالة السكون، والتي تسيل وتتميع مع مرور الوقت عند تعريضها للهز أو الإجهاد الميكانيكي؛ ثم بعد التوقف تعود إلى حالتها اللزجة. ويعود السبب في ظهور هذه الخاصة لبعض الموائع بأن الجسيمات المنحلة تحتاج لوقت كي تنتظم وتشكل البنية الداخلية عند التجمد، وعند تعرض النظام للاضطراب تنهار تلك البنية غير الوثيقة، ثم لا تلبث بعد التوقف أن تعيد ترتيبها ببطء.
من الأمثلة على المواد القابلة للتميع بالهز عسل المانوكا. كما هناك أمثلة طبيعية أخرى في مجال هندسة الإنشاءات والهندسة الجيوتقنية وهي متميعة بالهز مثل أنواع من الصلصال (الغضار).

## هوامش
- ملاحظة 1 المرادفات: أو التميعية [6] أو الانسياب بزيادة الإجهاد [7] والمقابل باللغة الإنجليزية Thixotropy.